# ویمبی دیرا ایرویز
ویمبی دیرا ایرویز (به انگلیسی: Wimbi Dira Airways) یک شرکت هواپیمایی با کد یاتا 9C است که در ۲۰۰۳ میلادی تأسیس شده‌است. دفتر مرکزی ویمبی دیرا ایرویز در کینشاسا، جمهوری دموکراتیک کنگو واقع شده‌است و قطب این شرکت هواپیمایی در فرودگاه ان دیلی قرار دارد و به ۱۲ مقصد، پرواز انجام می‌دهد.